# OM Série 35/40 - 45 - 50 - 55

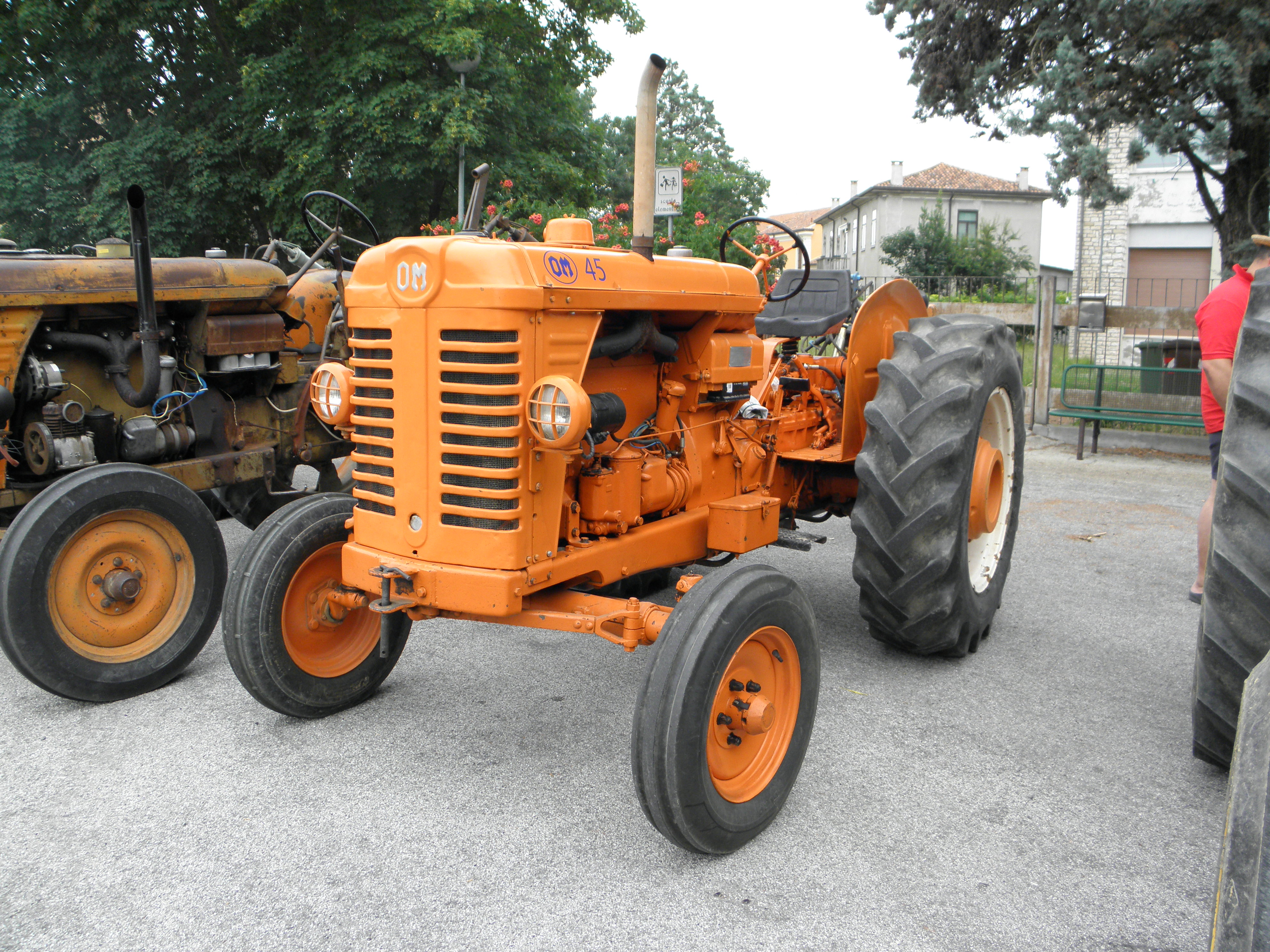
Tracteur OM 45R.

La série OM 35/40 - 45 - 50 - 60 est une gamme de tracteurs agricoles fabriquée par la division matériel agricole du constructeur italien Officine Meccaniche (OM), filiale du géant italien Fiat Trattori.
Le premier modèle de la gamme, l’OM 35/40 a été présenté lors de la 54e Foire agricole de Vérone le 1er février 1952, il a dominé le marché italien des tracteurs de son époque. Il sera remplacé en 1957 par le modèle OM 45 doté du moteur OM CO1D de 4 156 cm3 développant 45 ch.
Ces modèles ont été considérés comme « extraordinaires » par la presse spécialisée en raison de leur robustesse et fiabilité légendaires. Ils ont perpétué la renommée du constructeur italien dans le domaine agricole et ont largement contribué à motoriser les fermes italiennes d'après guerre. Plus de 60 ans après leur lancement, ils conservent chez beaucoup de collectionneurs italiens et amoureux de matériels anciens, une très forte cote. Ces tracteurs sont sans âge car toujours d'actualité.

## Histoire
Au lendemain de la Seconde Guerre mondiale, comme beaucoup de pays ayant participé au conflit, l'Italie est ravagée et tout quasiment doit être reconstruit, notamment les usines. Contrairement à Fiat qui a vu pratiquement toutes ses usines autour de Turin détruites presque entièrement, les usines du constructeur milanais OM, plus petites, n'ont souffert que partiellement des bombardements alliés lors de la Seconde Guerre mondiale.
La direction de OM, fidèle à la tradition de la marque dont les produits ont toujours eu une excellente réputation, a voulu proposer un nouveau tracteur agricole moderne pour aider à la reconstruction du pays, faire ce dont l'Italie faisait depuis longtemps : travailler beaucoup sans jamais devoir s'arrêter, ni tomber en panne.
En France, les personnes d'un certain âge ont connu la marque OM à travers les camions de petit et moyen tonnage surtout utilisés dans les transports locaux et en milieu urbain. On a rarement vu des camions lourds OM immatriculés en France (et encore moins des autorails), car non importés ou non commercialisés par le réseau Fiat Unic.
Les versions à chenilles OM 35/40C, 45C, 50C ou 60C de la gamme ont été plébiscitées par les agriculteurs italiens dont les surfaces en pente dans les collines et montagnes étaient quasiment inaccessibles avec des tracteurs à roues de l'époque. Ces tracteurs étaient encore très nombreux en service au début des années 1980.

## Tracteurs OM 35/40
Ce tracteur agricole faisait partie, à l'époque, des gros tracteurs de forte puissance. Il était proposé, lors de son lancement en 1952, en deux versions : à roues R ou, comme toujours chez les constructeurs italiens, à chenilles C. En 1954, deux autres versions voient le jour, les CI & CL à chenilles larges.
Sur un peu plus de 10 000 exemplaires vendus entre 1952 et 1957, on compte 6 262 exemplaires de la version « R » à roues, 2 253 exemplaires « C & CL » à chenilles et 1 476 exemplaires « CI ».

### Caractéristiques techniques
- Moteur : OM diesel type COD-A de 3 770 cm3 développant 37 ch DIN à 1 500 tr/min.
- Boîte de vitesses : 6 marches AV et 2 AR avec réducteur, embrayage multidisque.
- Consommation maxi en travaux lourds : 4,5 l/h.
- Poids sans masses additives : 3 350 kg.
- Longueur : 2 775 mm.
- Largeur : 1 470 mm.
- Empattement : 1 560 mm.
- Garde au sol : 350 mm.

Bien qu'assez peu connu en France, il a été distribué par le réseau du constructeur  Fiat-Someca et a fait l'objet d'une documentation technique et commerciale en français,.
La caractéristique principale de cette gamme de tracteurs est sa robustesse. Construit sur le principe du châssis monobloc incorporant dans la même unité le bloc moteur, la boîte de vitesses et le différentiel. Cette solution est complexe et chère à fabriquer mais assure une robustesse et une raideur unique de l'ensemble.
Le moteur était également un modèle du genre par sa robustesse et fiabilité. Surnommé l'indestructible, il semble qu'aucune avarie n'ait jamais été signalée par le service après-vente.

## Tracteurs OM 45
Remplaçant le modèle OM 35/40, il a été présenté en 1957. Il n'a bénéficié d'aucune modification par rapport au 35/40 sauf le moteur qui a été remplacé par un diesel OM type CO1D/45 de 4 156 cm3 développant 45 ch à 1 000 tr/min. De nos jours, on appellerait cela une mise à jour.

## Tracteurs OM 50
Remplaçant du modèle OM 45, il a été présenté en 1958 mais est resté en production durant moins de deux ans. Héritier de toutes les qualités de robustesse et fiabilité à toute épreuve des modèles qui l'ont précédé, le constructeur milanais n'a pas hésité à utiliser cette base pour sa série d'entrée de gamme d'engins de travaux publics,,.
Caractéristiques dimensionnelles identiques au modèle OM 35/40 sauf moteur diesel OM type CO1D/50 de 4 156 cm3 développant 50 ch à 1 600 tr/min. Poids sans masses additionnelles : 3 640 kg. La largeur hors toute passe à 1 750 mm avec des chenilles de 400 mm.
Une seconde série baptisée OM 50/1, toujours en versions 50C et 50R a vu le jour en 1959, dotés du moteur OM type CO2D/55 de 4 397 cm3 développant 58 ch à 1 600 tr/min. Ces modèles ont souvent été rebaptisés 58 en raison du nombre de chevaux du moteur.

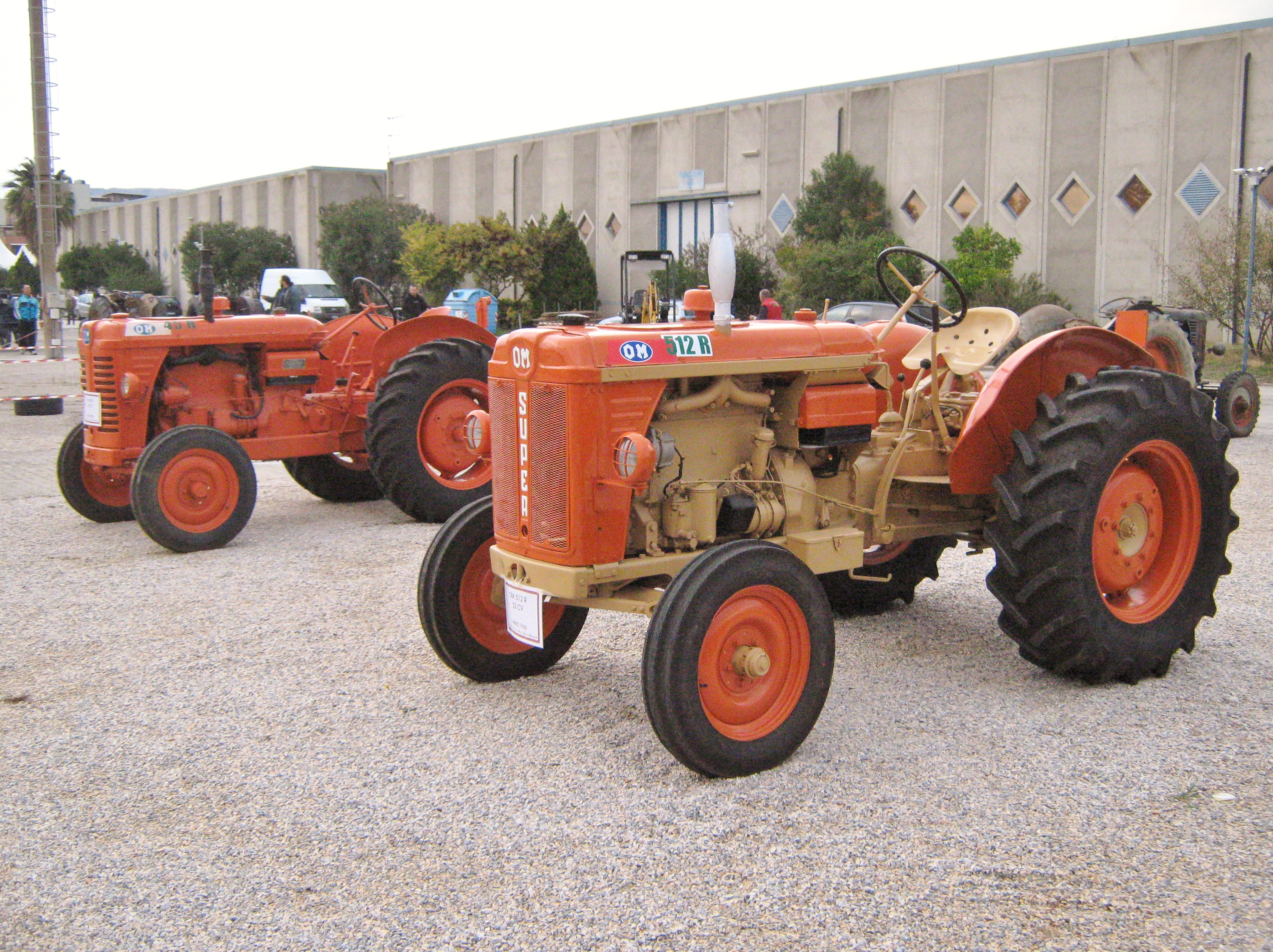
Tracteurs OM 512R et 45R (exposition de Venturina Terme en 2011).

## Tracteurs OM 60
Ces modèles reprennent la base des 50/1 mais bénéficie un réglage de la puissance du moteur à 60 Ch, il est resté en production jusqu'en 1969 alors que le véritable remplaçant de l’OM 50/1, l'OM 512R était sur le marché depuis 1959.